# Scaphochlamys disticha
Scaphochlamys disticha là một loài thực vật có hoa trong họ Gừng. Loài này được Yen Yen Sam và Halijah Ibrahim miêu tả khoa học đầu tiên năm 2018.

## Mẫu định danh
Mẫu định danh: Sam et al. FRI 69123; thu thập ngày 1 tháng 3 năm 2016 ở tọa độ 4°57′59,4″B 102°56′54,6″Đ / 4,95°B 102,93333°Đ, cao độ 237 m, Khu bảo tồn rừng Ulu Terengganu Tambahan, Terengganu, Malaysia. Mẫu holotype lưu giữ tại Viện Nghiên cứu rừng Malaysia ở Kepong, Selangor (KEP); các isotype lưu giữ tại Đại học Aarhus, Đan Mạch (AAU), Cục Vườn quốc gia, Bảo tồn Động vật hoang dã và Thực vật ở Chatuchak, Bangkok, Thái Lan (BKF), Vườn Thực vật Hoàng gia tại Edinburgh (E), Vườn Thực vật Hoàng gia tại Kew (K), Đại học Malaysia ở Kuala Lumpur (KLU), Trung tâm Nghiên cứu Rừng ở Sandakan, Sabah (SAN), Vườn Thực vật Singapore (SING).

## Từ nguyên
Tính từ định danh disticha có nguồn gốc từ tiếng Latinh 'disticha' nghĩa là thành 2 dãy, để nói tới kiểu sắp xếp thành hai dãy của các lá bắc hoa.

## Phân bố
Đặc hữu Khu bảo tồn rừng Ulu Terengganu Tambahan, huyện Hulu Terengganu, bang Terengganu, Malaysia bán đảo. Loài này được tìm thấy trong các rừng khộp (Dipterocarpaceae) vùng đất thấp, mọc nhiều trong khu vực sáng nhưng có bóng râm từ các khoảng hở của tầng tán. Quần thể có tính địa phương cao, chỉ hạn chế trong khu vực giữa dốc của thung lũng tại thác nước Sekayu. S. disticha ra hoa cả cụm sau khi gió mùa đông bắc kết thúc trong tháng 2-3.

## Mô tả
Địa thực vật thân thảo, thường xanh, cao 30–70 cm. Thân rễ mọc hướng lên ở trên mặt đất, nhẵn nhụi, được hỗ trợ bởi các rễ khí, chuyển thành thẳng đứng ở đỉnh; các chồi kế tiếp mọc ra từ nách lá thứ ba hoặc thứ tư. Chồi lá gồm (2–3)–11 lá, nhẵn nhụi; bẹ không phiến lá thường 2, lớn nhất dài 9–16 cm, màu xanh lục, như da, bền; bẹ lá dài 11–15 cm, màu xanh lục, xếp thành hai dãy, mép rất mỏng và rộng, sớm khô; lưỡi bẹ dài ~2 mm, thuôn tròn, dạng màng; không cuống lá, bẹ rất dài và kéo dài đến đáy phiến lá; phiến lá 32–42 × 6–9 cm, hình elip hẹp, đáy hình nêm hoặc thon nhỏ dần, đỉnh nhọn, mặt gần trục màu xanh lục, mặt xa trục màu xanh lục sáng hơn, với ánh đỏ rất nhạt khi non. Cụm hoa đầu cành, dài 11–15 cm, nhẵn nhụi, màu xanh lục; cuống cụm dài 3–4,5 cm, ẩn trong bẹ lá; cán hoa dài 7,5–11 cm, gồm (9–)11–16 lá bắc hoa, xếp thành hai dãy, trục ẩn hoàn toàn; lá bắc hoa dài 30–38 mm, hình thìa, rộng 27–35 mm khi ép dẹt, gần tròn, như da dày, cứng, màu xanh lục, nhẵn nhụi. Lá bắc con thứ nhất dài 16–17 mm, khoảng một nửa chiều dài lá bắc hoa, hình trứng rộng, chẻ tới đáy, 2 gờ lưng, mép cụp trong dọc theo gờ lưng, xếp chồng nhau, nhẵn nhụi, đỉnh nhọn rộng; các lá bắc con tiếp theo 7–10 mm, hình trứng rộng-hình tam giác khi ép dẹt, mỏng, 1 gờ lưng, đỉnh nhọn và có mấu nhọn. Hoa dài 35–40 mm, màu trắng, trừ cánh môi; 18–23 hoa trong mỗi xim hoa bọ cạp xoắn ốc; đài hoa dài 9–11 mm, hình ống, nhẵn nhụi, đỉnh chẻ đôi, khe chẻ một bên ~3 mm từ đỉnh; ống tràng hoa dài 24–28 mm, đường kính ~1 mm nở rộng đến 2 mm ở phần xa, thò dài ra ngoài lá bắc hoa; thùy tràng lưng 6–8 × 2–3 mm, thẳng, mép cụp trong, đỉnh có nắp, kết thúc bằng chóp nhọn ngắn, các thùy tràng bên 6–7 × ~2 mm, thẳng, mép cụp trong, đỉnh tù; nhị lép 4–6 × 1,5–2 mm, thuôn dài, đỉnh tù, mặt gần trục có lông tuyến che phủ; cánh môi 8–9 × 7–8 mm, hình trứng, đỉnh 2 thùy với khe hở ~3 mm, đỉnh uốn ngược mạnh, mặt gần trục có lông tuyến che phủ, dải giữa màu vàng với các vệt màu đỏ tía ở đáy. Nhị dài ~4 mm, có lông tuyến che phủ; chỉ nhị dài ~2 mm; bao phấn dài ~2,5 mm, đáy có cựa ngắn, mô vỏ bao phấn nứt dọc; mào bao phấn dài ~1 mm, trải rộng và uốn ngược, đỉnh thuôn tròn. Bầu nhụy hình trụ, dài ~2 mm, nhẵn nhụi, 1 ngăn với 3 noãn, noãn tự do-đính đáy; đầu nhụy ~1 × 1 mm, hình phễu, có lông tơ, lỗ nhỏ với khe chẻ dài; tuyến trên bầu 2, hình chỉ, dài ~2 mm. Quả ~12 × 6 mm, thuôn dài-hình elip, vách mọng và trong mờ; hạt 3, hình elipxoit, ~8 × 3 mm, áo hạt màu trắng, xé rách.
Tương tự như S. klossii var. klossii ở chỗ các thân rễ mọc hướng lên được hỗ trợ bởi các rễ cọc nhỏ, các chồi lá có nhiều lá, các chồi kế tiếp nhau xuất hiện trong nách lá, bẹ lá dài với mép rộng và mỏng và phiến lá hình elip. Đặc điểm khác biệt nhất của S. disticha là các lá bắc hoa xếp thành 2 dãy của nó dễ dàng nhận rõ so với các lá bắc hoa sắp xếp xoắn ốc ở S. klossii var. klossii. Các đặc điểm hình thái khác có thể sử dụng để phân biệt S. disticha là các lá bắc hình thìa so với lá bắc cuốn trong được quan sát thấy ở S. klossii var. klossii và hoa nhỏ hơn (dài 35–40 mm so với dài 42–50 mm). Lông len dày bao phủ bẹ, cuống lá và cụm hoa ở S. klossii var. klossii thì không thấy có S. disticha.
Các lá bắc hoa sắp xếp 2 dãy là rất hiếm ở chi Scaphochlamys. S. calcicola ở Borneo là một loài khác được báo cáo có lá bắc xếp thành 2 dãy nhưng trong bộ sưu tập gần đây, Sam FRI 50290 (lưu giữ tại KEP) thu thập từ Seromah, Bau, Sarawak có các lá bắc sắp xếp xoắn ốc. Đây có thể là một dạng khác thường; thêm nhiều bộ sưu tập từ các điểm khác là cần thiết để xác nhận trạng thái điển hình. Tuy nhiên, kiểu phát triển và cấu trúc cụm hoa của S. calcicola khác biệt đáng kể so với S. disticha. S. calcicola là loài đơn lá với cuống lá dài. Cuống lá có thể dài tới 39 cm, khác biệt rõ ràng với các lá không cuống ở S. disticha. Một đặc điểm rõ ràng khác là các lá bắc hoa màu xanh lục hình thìa của S. disticha khác với các lá bắc hoa hình thuyền ở S. calcicola.